# 斯維爾日河

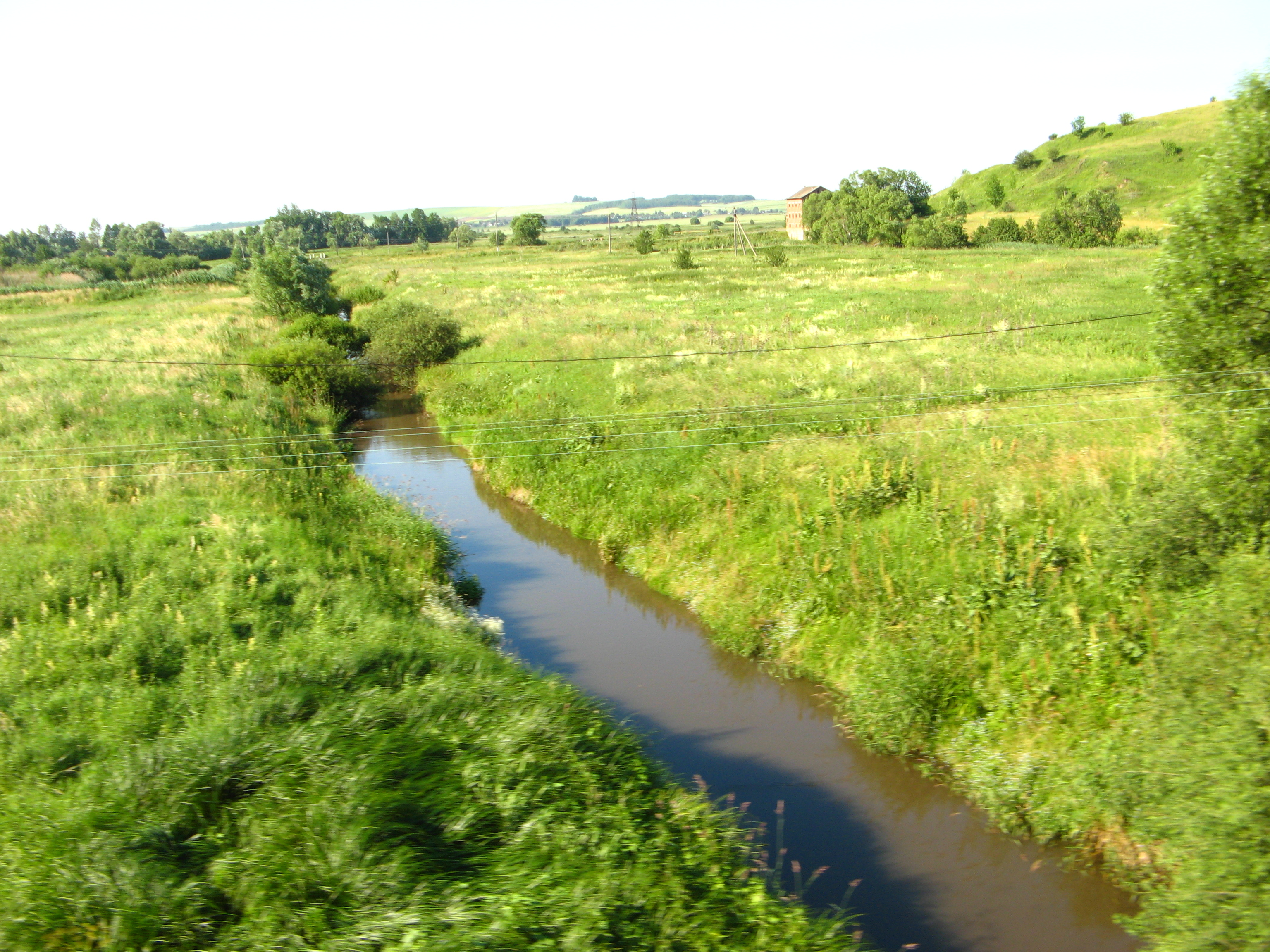

斯維爾日河（烏克蘭語：Свірж），是烏克蘭的河流，位於該國西部，屬於德涅斯特河左支流，流經利沃夫州和伊萬諾-弗蘭科夫斯克州，河道全長70公里，流域面積447平方公里。